# Bavdek
Bavdek – wieś w Słowenii, w gminie Velike Lašče. W 2018 roku liczyła 30 mieszkańców.